# Claude Sterley
Claude Sterley (ur. 1912, zm. 8 czerwca 2006 w Pretorii), bokser południowoafrykański.
W 1938 zdobył srebrny medal w kategorii ciężkiej na Igrzyskach Imprerium Brytyjskiego w Sydney. Przegrał w finale z Kanadyjczykiem Thomasem Osborne’em. Był członkiem silnej ekipy południowoafrykańskiej, która na tych zawodach zdobyła jeszcze trzy medale w boksie (złote Johannes Joubert i Nicholaas Wolmarans, srebrny Hendrik Knoesen).
Sterley zajmował się zawodowo przygotowaniem fizycznym policjantów. Prowadził bokserską ekipę olimpijską na igrzyskach w Helsinkach (1952), skąd reprezentanci Afryki Południowej przywieźli jeden srebrny i trzy brązowe medale. Sam Sterley był multimedalistą bokserskich zawodów weteranów, w których uczestniczył do późnego wieku.